# Miroslav Hlinka
Miroslav Hlinka (31. srpna 1972 – 14. září 2014, Banská Bystrica) byl česko-slovenský hokejový útočník, reprezentant ČR a Slovenska, mistr světa z roku 2002 (se slovenskou hokejovou reprezentací).

## Reprezentace
Statistiky reprezentace na Mistrovstvích světa a Olympijských hrách:
| Turnaj       | Místo konání                                   | Zápasy | Branky | Asistence | Body | Umístění týmu    | Soupisky         |
| ------------ | ---------------------------------------------- | ------ | ------ | --------- | ---- | ---------------- | ---------------- |
| MS 2000      | Rusko (Petrohrad)                              | 9      | 2      | 2         | 4    | Stříbrná medaile | Soupiska MS 2000 |
| MS 2001      | Německo (Norimberk, Kolín nad Rýnem, Hannover) | 7      | 1      | 1         | 2    | 7. místo         | Soupiska MS 2001 |
| MS 2002      | Švédsko (Göteborg, Jönköping, Karlstad)        | 9      | 1      | 1         | 2    | Zlatá medaile    | Soupiska MS 2002 |
| MS 2003      | Finsko (Helsinky)                              | 9      | 2      | 3         | 5    | Bronzová medaile | Soupiska MS 2003 |
| Celkem na MS |                                                | 34     | 6      | 7         | 13   |                  |                  |

## Světový pohár
| MS      | Místo konání                                                                                         | Zápasy | Branky | Asistence | Body | Umístění týmu | Soupisky |
| ------- | --- | ------ | ------ | --------- | ---- | ------------- | -------- |
| SP 2004 | Severní Amerika (Saint Paul, Toronto, Montréal) Evropa (Kolín nad Rýnem, Stockholm, Helsinky, Praha) | 2      | 0      | 0         | 0    | 8. místo      | Soupiska |
| Celkem  | | 2      | 0      | 0         | 0    |               |          |

Reprezentoval dva státy :
- Česko (odehrál celkem 9 zápasů)[3]
- Slovensko (odehrál celkem 82 zápasů)[3]

V srpnu 2004 reprezentoval Slovensko na Světovém poháru. Ve výběru byl jediným hráčem z Evropy, nedraftovaný klubem z NHL.

## Hrál za kluby
- 1990/1991 – HC Dukla Trenčín
- 1991/1992 – HC Dukla Trenčín – titul v československé lize
- 1992/1993 – HC Dukla Trenčín
- 1993/1994 – HC Dukla Trenčín – titul ve slovenské extralize
- 1994/1995 – HC Sparta Praha
- 1995/1996 – HC Sparta Praha
- 1996/1997 – HC Sparta Praha
- 1997/1998 – HC Sparta Praha
- 1998/1999 – HC Sparta Praha
- 1999/2000 – HC Slovan Bratislava – titul ve slovenské extralize, Jokerit Helsinky – vicemistr Finska
- 2000/2001 – HC Becherovka Karlovy Vary
- 2001/2002 – MODO Hockey – vicemistr Švédska
- 2002/2003 – MODO Hockey
- 2003/2004 – HC Hamé Zlín – titul v české extralize, HC Dynamo Moskva
- 2004/2005 – HC Dukla Trenčín
- 2005/2006 – HC Moeller Pardubice
- 2006/2007 – HC Moeller Pardubice
- 2007/2008 – HC Moeller Pardubice, HC Sparta Praha
- 2008/2009 – KLH Chomutov
- 2009/2010 – HC 05 Banská Bystrica
- 2010/2011 – HC 05 Banská Bystrica
- 2011/2012 – HK ŠKP Poprad, HC Banska Bystrica
- 2013/2014 – HK Trnava, HK Dubnica

## Soukromý život
Otcem Miroslava Hlinky byl někdejší hráč Dukly Trenčín Miroslav Hlinka, jeho bratrancem byl český hokejový reprezentant Jaroslav Hlinka . Miroslav Hlinka měl syna Michala a dceru Vanesu. V neděli 14. září 2014 spáchal sebevraždu.